# 京都府道・兵庫県道2号宮津養父線
京都府道・兵庫県道2号宮津養父線（きょうとふどう・ひょうごけんどう2ごう みやづやぶせん）は、京都府宮津市から兵庫県養父市に至る主要地方道（京都府道・兵庫県道）である。

## 概要
京都府丹後地方の中心都市である宮津市と兵庫県但馬地方の旧養父郡でいち早く町制を施いた旧八鹿町、現在の養父市役所の立地する養父市八鹿町地域を結ぶ、現行の道路法に基づく主要地方道として全国で初めて指定された路線のうちの1つである。その後は終点側の延伸と合併に伴う名称変更がなされ、現在に至る。

### 路線データ
- 起点 : 京都府宮津市字鶴賀2058番地先[2]（新大手橋東詰＝国道178号上、国道176号・国道312号起点）
- 終点 : 兵庫県養父市上野南交差点
- 路線延長 : 39.5657 km（国道重複区間を除く実延長）
  - 京都府管理延長 : 15.9437 km[1]
  - 兵庫県管理延長 : 23.622 km

## 歴史
本路線は、旧道路法（大正8年法律第58号）に基づいて府道宮津出石線、県道出石宮津線、県道養父出石線として指定されていた路線を継承したものである。道路法（昭和27年法律第180号）第56条の規定に基づき、主要な都道府県道として1954年（昭和29年）に指定された。
起点から与謝野町の四辻中交差点までは、1970年に国道176号の一部へ昇格した府道福知山宮津線（当時）との重複区間であり、概ね同国道の旧道となっている。このうち、天橋立南側の文殊周辺は1994年2月の宮津バイパス開通によって国道指定が解除されて府道の単独区間となっているが、現在でも自動車による天橋立へのアクセスルートとして重要な路線となっている。また、終点附近の大屋橋交差点から上野南交差点は、八鹿バイパスが2000年4月に全通するまでは国道9号の一部であった。

### 年表
- 1954年（昭和29年）1月20日 - 建設省（当時）が府道宮津出石線、県道出石宮津線、県道八鹿出石線を宮津八鹿線（京都府与謝郡宮津町 - 兵庫県養父郡八鹿町）として主要地方道に指定[4]。
- 1955年（昭和30年）10月18日 - 京都府が宮津八鹿線（宮津市字鶴賀 - 与謝郡野田川町兵庫県界）を府道路線認定。整理番号は主要地方道18[5]。
- 1971年（昭和46年）6月26日 - 兵庫県が路線番号案内標識設置を前提として行った路線番号白紙改正も、2号のまま変更なし。[要出典]
- 1987年（昭和62年）6月16日 - 起点が宮津市字鶴賀2078番地先（大手橋東詰）から同市字鶴賀2058番地先（1973年完成[3]の新大手橋東詰）に変更[2]する。同時に国道176号・国道312号の起点と国道178号の経路も新大手橋に変更[6]される。
- 1994年（平成6年）4月1日 - 京都府が路線番号を再編（路線認定の一部改正）し、府道2号に変更[7]して兵庫県と統一。なお、同日まで府道2号は京都守口線（現13号）に付与されていた。
- 2004年（平成16年）4月1日 - 平成の大合併で養父市が成立したことに伴い、宮津養父線に変更される[注釈 2]。

## 路線状況
京都府と兵庫県の境界になっている岩屋峠の勾配は緩やかで、豊岡市と養父市の境界になっている浅間トンネル周辺は交通量も少なく快走路となっている。この間にある豊岡市出石町地域は、豊岡市出石伝統的建造物群保存地区に選定されている旧出石城の城下町を通過しており、拡幅工事が困難な狭隘区間である。これは国道426号の旧道部分を本路線の一部として指定されているためで、当該区間をバイパス道路で迂回することが可能である。

### 通称
円山川リバーサイドライン
円山川沿いにある円山川右岸道路の愛称。本路線は左岸にある国道312号交点の下小田交差点から進入して右岸に渡り、千石橋交差点までの区間を担う。

### 重複区間
（右の「表示」を押す）

### 道路施設
出石鸛見橋
2011年（平成23年）6月17日に供用開始した出石川を跨ぐ延長122.8mの橋。同橋の開通以前は出石市街地南側の柳交差点で左折して堀川橋で出石川を渡っていたが、橋を含めた周辺の643mを同時に道路整備し、開通とともに現道の経路が変更された。なお、鸛はコウノトリのことである。橋の名称は読みとして存在しない「いずしつるみばし」であるが、字形や生体形態の類似している鶴ではない。
浅間トンネル
2006年（平成18年）7月2日に供用開始した延長365mのトンネル。旧出石郡と旧養父郡の境界に位置し、現在においても豊岡市と養父市の境界となっている。1964年（昭和39年）の開通から老朽化が進行し、現代においては狭小となっていた旧トンネルに代わるものとして建設された。
道の駅但馬楽座
1996年に登録された道の駅。国道9号と挟まれた敷地に設置されており、いずれからも出入りが可能である。

## 地理
起点の宮津市街地から西方の日本三景天橋立を経由し、野田川とその支流である岩屋川を南西に向かって遡上する。岩屋峠を越えると兵庫県豊岡市に入る。出石町地域にかけては太田川と但東町出合で合流する出石川に沿って下り、出石市街地を縦走すると養父市に向けて峠の直下を浅間トンネルで越える。養父市では円山川に沿って南に向かって遡上していき、終点となる。

### 通過する自治体
現在は4市町を通過する路線となっているが、建設省による路線指定から現在に至るまで昭和と平成の大合併を経験してきた。推移はサブセクション「#通過する自治体の変遷」を参照のこと。
- 京都府
  - 宮津市 - 与謝郡与謝野町
- 兵庫県
  - 豊岡市 - 養父市

#### 通過する自治体の変遷
（右の「表示」を押す）

### 交差する道路
（右の「表示」を押す）

### 主な峠
- 岩屋峠（京都府与謝郡与謝野町 - 兵庫県豊岡市）
京都府と兵庫県の府県境になっている標高230mの峠[13]。

### 沿線
自然
- 天橋立（宮津市）
- 阿蘇海（宮津市 - 与謝郡与謝野町）
- 野田川（宮津市 - 与謝郡与謝野町）
- 出石川（豊岡市）
- 円山川（養父市）

官公庁・公共施設
- 宮津市役所
- 宮津警察署
- 与謝野町役場野田川庁舎
- 豊岡市役所但東総合支所
- 豊岡市役所出石総合支所
- 豊岡南警察署出石派出所

鉄道
- 京都丹後鉄道宮豊線
  - 宮津駅（宮津市）
  - 天橋立駅（宮津市）
  - 岩滝口駅（宮津市）
  - 与謝野駅（与謝郡与謝野町）
- JR山陰本線
  - 八鹿駅（養父市）

史跡・名勝
- 出石城跡
- 豊岡市出石伝統的建造物群保存地区

神社・仏閣
- 智恩寺：切戸の文殊、知恵の文殊（宮津市）

余暇・観光
- 天橋立ビューランド・飛龍観（宮津市）
- 丹後ちりめん歴史館（与謝郡与謝野町）
- 日本・モンゴル民族博物館（豊岡市）